# Dersi Gergely István
Dersi Gergely István (Derzsy Gergely István) (18. század) unitárius lelkész.

## Élete
Kolozsváron tanult. 1716-tól Szőkefalván, utána Székelykálban, illetve Nyárádszentlászlón volt unitárius lelkész. 1735-1743 között Tordán, 1745-ben Küküllőszéplakon, 1751-ben pedig Mészkőn szolgált.
Kéziratban maradt művei másolatokban terjedtek el:
- Diacrises theologicae, az unitárius vallás tankönyve (az ellenvetések cáfolataival)
- Thesaurus S. Scripturae.
- Diatyposis totius apocalypseos
- Alphabetum sacrum, idest: Rerum et vocum in Sacra Scriptura existentium interpretationes.
- Diacrisis seu Tractatus Theologico-Diacriticus quatuor religionum in Transsylvania receptarum
- Tabula chronologica Cxti D. Nativitatem Cxnae fidei originem inde in varias sectas recessionem repsebet
- Rövid leírása, hol s mikor kezdetett az Isten háromságnak neveztetni
- Próbakő